# Keke Rosberg
Keijo Erik „Keke“ Rosberg (* 6. prosince 1948, Stockholm Švédsko) je bývalý finský automobilový závodník a pilot Formule 1. V roce 1982 získal titul mistra světa a stal se prvním Finem, který vyhrál závod tohoto seriálu. Přestože nebyl úplně prvním finským jezdcem ve Formuli 1 – tím byl Leo Kinnunen – právě Rosberg proslavil Finsko v tomto sportu.
V roce, kdy získal mistrovský titul, vyhrál jen jedinou velkou cenu. Stačilo mu to, protože v 16 závodech se na stupni vítězů vystřídalo rekordních 11 vítězů.
Většina lidí si ho možná pamatuje, jak v roce 1985 v Silverstone těsně před nasednutím do Williamsu poháněného přeplňovaným motorem típl všudypřítomnou cigaretu, pak vyrazil na dráhu, riskoval a tehdy rekordní rychlostí přes 255 km/h si zajistil start z první pozice. Není divu, že si jej jeho současníci vážili. Odvaha mu rozhodně nescházela.
Na úspěch ve formuli 1 tento Fin čekal dlouho. Kvůli svému nadšení a tvrdé práci často dosahoval výborných výsledků bez ohledu na techniku. Jeho zaujetí pro závodění lze ilustrovat na příkladu roku 1977. Tenkrát vyhrál na Novém Zélandu seriál tichomořsko-tasmánské formule, pak absolvoval sezonu formule 2 v Evropě a mezitím ještě startoval v závodech severoamerické formule Atlantic. Vítězství v tasmánském seriálu v roku 1978 ho dostalo až do Formule 1. Tam všechny šokoval, když v lijáku v Silverstone porazil v Mezinárodním poháru zavedené hvězdy. Až do roku 1982, kdy ve Williamsu nahradil Alana Jonese, neměl nikdy prvotřídní techniku. A jak je z jeho titulu za rok 1982 vidět, šance využil dokonale. V roce 1983 Williams zaostával za stájemi disponujícími přeplňovanými motory, Keke přesto dosáhl v Monaku brilantního vítězství. I když v roce 1984 měl Williams turbomotor Honda, vůz FW09 se nevyrovnal McLarenům. Rosberg vybojoval geniální vítězství v rozpáleném Dallasu, kde většina soupeřů zkolabovala vyčerpáním z horka nebo na rozpadající se dráze havarovala. Na konci sezony se rozhodl, že za dva roky skončí. V roce 1985 za Williams dvakrát vyhrál a potom přestoupil na svou poslední sezonu do McLarenu. Tam ho zaskočila rychlost stájového kolegy Alaina Prosta. „Než sem přišel sem, myslel jsem si, že jsem nejrychlejší závodník na světě,“ svěřil se. Ani jednou už nezvítězil, avšak s aktivní dráhou se rozloučil, když vedl v posledním závodě, ve Velké ceně Austrálie.
Do Formule 1 se nakonec ještě vrátil; nejdřív jako manažer J.J.Lehta a Miky Häkkinena, jimž pomáhal při prvních krocích na mezinárodní scéně, a pak znovu jako jezdec – roku 1991 v Peugeotu v závodech sportovních vozů. Následovaly cestovní vozy, v nichž startoval za Mercedes a posléze Opel. Potom založil vlastní stáj Formule 3. Jeho syn Nico byl jezdcem stáje Mercedes GP a vyhrál titul mistra světa v roce 2016

## V datech
- 1948
  - narodil se 6. prosince ve Stockholmu ve Švédsku
- 1973
  - mistr Evropy a Skandinávie ve formuli Vee
- 1977
  - vyhrál tasmánský seriál, pak se vrátil do formule 2 v Evropě; zvítězil v Enně a celkově skončil šestý; v severoamerické formuli Atlantic obsadil čtvrtou příčku
- 1978
  - znovu vyhrál tasmánský seriál, pak se vyznamenal ve Formuli 1 vítězstvím ve voze Theodore v deštivém závodě o Mezinárodní trofej; závodil také v ATS a Wolfu
- 1979
  - závodil v seriálu sportovních vozů CanAm, ale jakmile James Hunt odešel ze stáje Wolf, vrátí se do formule 1
- 1980
  - zůstal ve Wolfu, který se přeměnil na Fittipaldi; třetí místo v Kyalami mu pomohlo ke konečné desáté příčce
- 1982
  - skočil po příležitosti nahradil Alana Jonese ve Williamsu, a když se po dvou závodech poroučel i Carlos Reutemann, převzal v týmu úlohu jedničky; vítězstvím v Dijon-Prénois ve VC Švýcarska a třemi druhými místy si dopomohl k titulu mistra světa
- 1983
  - vyhrál VC Monaka, ale měl co dělat se soupeři ve vozech s turbomotorem; klesl na celkové páté místo
- 1984
  - první Williams s turbomotorem byl nespoutaný, ale Keke koně od Hondy zkrotí a vyhrál v Dallasu; celkově skončil osmý
- 1985
  - vyhrál v Detroitu VC USA a později VC Austrálie a skončil třetí
- 1986
  - nastoupí do McLarenu; v Monaku dojel druhý, pak ve VC Austrálie odstoupí z vedoucí pozice a ukončil kariéru ve formuli 1
- 1991
  - závodil v peugeotu ve světovém seriálu sportovních vozů; vyhrál závody v Magny-Cours a Mexiku
- 1992
  - za Mercedes závodil v německém seriálu cestovních vozů, potom založil vlastní stáj postupně s vozy Opel, Nissan a Mercedes
- 2003
  - dohlížel na účinkování syna Nica ve formuli 3 a na svůj polotovární tým Mercedes v závodech cestovních vozů

### Kariéra ve formuli 1
- 1978 – Theodore – nehodnocen, 0 bodů
- 1979 – Wolf – nehodnocen, 0 bodů
- 1980 – Fittipaldi – 10. místo, 6 bodů
- 1981 – Fittipaldi – nehodnocen, 0 bodů
- 1982 – Williams – Mistr světa, 44 bodů
- 1983 – Williams – 5. místo, 27 bodů
- 1984 – Williams – 8. místo, 20,5 bodů
- 1985 – Williams – 3. místo, 40 bodů
- 1986 – McLaren – 6. místo, 22 bodů